# Augustyn Mieleski Rotundus

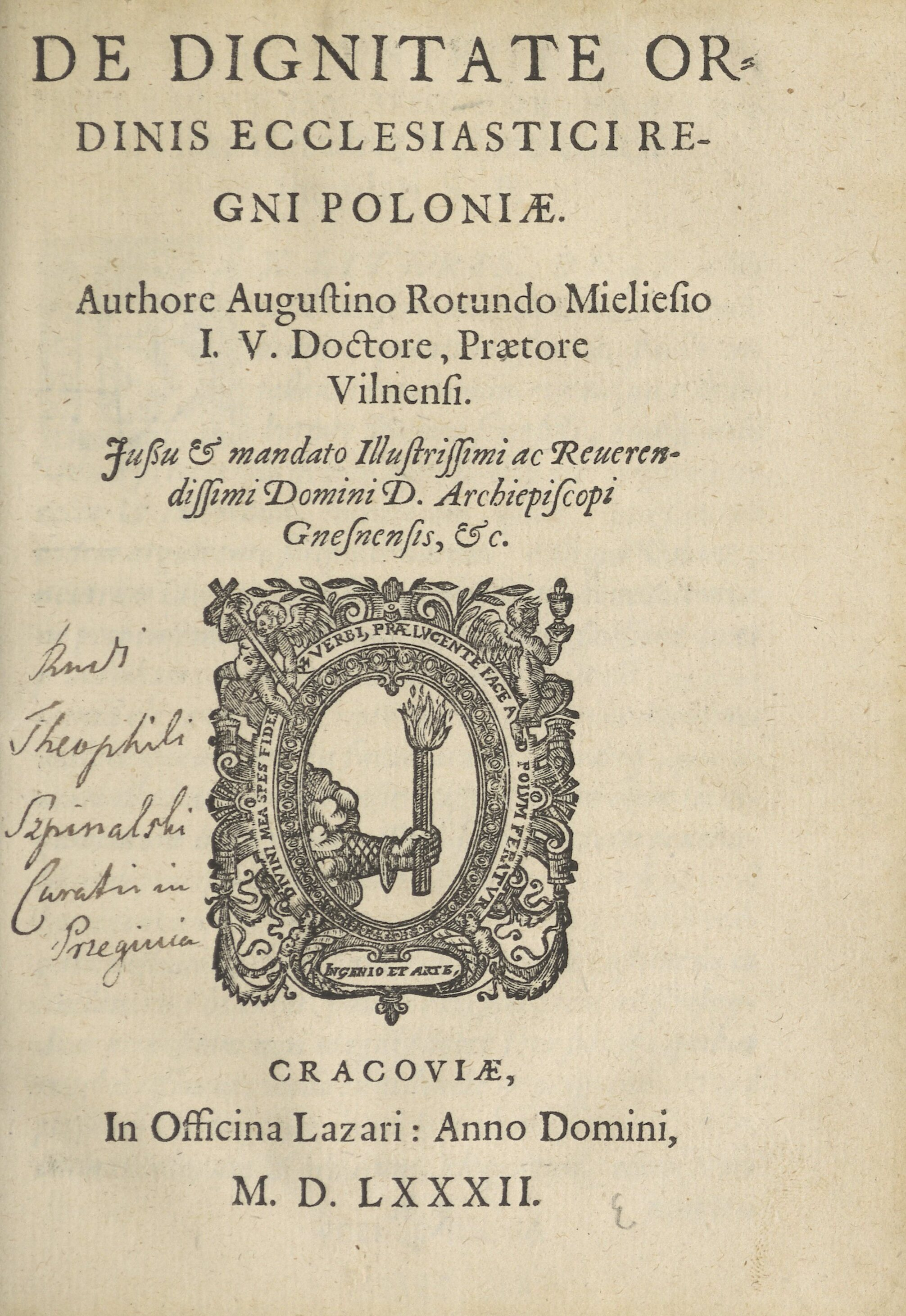
De dignitate ordinis ecclesiastici Regni Poloniae 1582

Augustyn Mieleski Rotundus (ur. ok. 1520 w Wieluniu, zm. 20 marca 1582 w Wilnie) – pisarz polityczny, prawnik, pierwszy historyk i apologeta Litwy, sekretarz Jego Królewskiej Mości, wójt wileński w latach 1552–1582, sekretarz Stefana Batorego, doktor obojga praw.

## Życiorys
Augustyn Rotundus – Mieleski urodził się ok. 1520 roku w Wieluniu. Studiował w Wittenberdze i w Poznaniu. Był bardzo bliski luteranizmu (w Akademii Lubrańskiego, gdzie studiował, został posądzony o napisanie złośliwego paszkwilu na kapitułę poznańską), potem został gorliwym katolikiem. Bronił ideologii państwowej Wielkiego Księstwa Litewskiego przeciwko żądaniom Królestwa Polskiego. Był prekursorem wywodów mitycznych, apologetą Litwy. Został sekretarzem kancelarii królewskiej króla Zygmunta Augusta. W 1551 zamieszkał na Litwie i zajął się pisarstwem politycznym i historią Litwy. Napisał m.in. utwór polityczno-publicystyczny Rozmowa Polaka z Litwinem (1564). Był wójtem w Wilnie. Augustyn Rotundus rozwinął i pogłębił idee Michalona Lituanusa. Brał udział w opracowywaniu drugiego (1566) i trzeciego (1588) Statutu litewskiego. Nobilitowany w 1568 przez sejm w Grodnie, otrzymał herb Rola. Przełożył na język łaciński drugi Statut litewski, a do tekstu tłumaczenia dołączył napisany przez siebie Zarys dziejów książąt litewskich (Epitome principum Lituaniae), w którym zwięźle przedstawił legendę o rzymskim pochodzeniu Litwinów, wiążąc z nią genealogię wielkich książąt litewskich. Około 1576 r. stwierdził, że obecnie język litewski pozostał tylko u wieśniaków. Zmarł 20 marca 1582 r., został pochowany w kościele św. Jana w Wilnie.

## Twórczość

### Ważniejsze utwory
- Inauguratio Reverendissimi in Christo Patris et Domini... Samuelis Maczieiowski, Kraków 1540, drukarnia J. Helicz
- Cronica sive historia Lithuaniae, powst. po roku 1551 (pisana z polecenia Zygmunta Augusta; prawdopodobnie nieukończona); rękopis Biblioteki Nieświeskiej przewieziony do Petersburga – zaginął
- Rozmowa Polaka z Litwinem, powst. 1564, wyd. (ok. 1565); wyd. krytyczne J. Korzeniowski, Kraków 1890, BPP nr 11 (odpowiedź S. Orzechowskiemu z powodu jego inwektyw na Litwę i Litwinów w Quincunxie – (zob.), przypisywana mylnie przez J. M. Ossolińskiego i M. Balińskiego, Andrzejowi Wolanowi; autorstwo A. Rotundusa stwierdził A. Brückner)
- De dignitate ordinis ecclesiastici Regni Poloniae, Kraków 1582, drukarnia Łazarzowa; fragm. przekł. polski ogł. P. Chmielowski Dzieje krytyki literackiej w Polsce, Warszawa 1902, s. 34–35

### Przekłady
- Statuta Magni Ducatus Lituaniae... e rutheno sermone in latinum conversa, wyd. F. Piekosiński „Pomniki prawa litewskiego z XVI wieku. Cz. 1.”, Archiwum Komisji Prawniczej AU, t. 7, rok 1900 (dedykację Stefanowi Batoremu – tekst łaciński oraz przekł. francuski – przytacza A. Martel „La Langue polonaise dans les pays ruthènes, Ukraine et Russie Blanche 1569-1667”, Lille 1938, Travaux et Mémoires de l’ Université de Lille, Nouvelle Série: Droits et Lettres nr 20, s. 52–53, 308-309); przekł. według tzw. redakcji drugiej z roku 1566 ofiarowany w 1576 Stefanowi Batoremu; autorstwo przypisywał J. Jakubowski

### Listy i materiały
- Listy do S. Hozjusza z lat 1549–1557, wyd. F. Hipler, W. Zakrzewski „Stanislai Hosii epistolae”, t. 1-2, cz. 1-2, Acta Historica Res Gestas Poloniae Illustrantia, t. 4 (1879); t. 9 (1886)
- Listy do S. Hozjusza z lat 1551–1567, we fragm. i całości (niektóre mylnie datowane), wyd. J. Łukaszewicz Dzieje kościołów wyznania helweckiego w dawnej Małej Polsce, Poznań 1853, s. 56–62
- Epistola ad Stan. Hosium... Cardinalem et Episcopum, dat. w Grodnie 3 sierpnia 1567, wyd. w Tabularium Ecclesiae Romanane, Frankfurt 1743, s. 444–447
- Fragmenty listów do S. Hozjusza z lat 1567–1568, wyd. J. Łukaszewicz Historia szkół w Koronie i w Wielkim Księstwie Litewskim, t. 1, Poznań 1849, s. 118–121 przypisy
- Do Andrzeja Wolana, dat. w Taboryszkach w grudniu 1571, wyd przy: A. Wolan De libertate politica sive civili libellus, Kraków 1572, drukarnia M. Wirzbięta; w wyd. De dignitate ordinis ecclesiastici Regni Poloniae, Kraków 1582, drukarnia Łazarzowa; fragm. przekł. polski ogł. P. Chmielowski Dzieje krytyki literackiej w Polsce, Warszawa 1902
- Epistola... ad Georgium Radivilum... episcopum vilnen, Wilno 1581
- Dokument dot. rocznej pensji na stanowisku sekretarza królewskiego, dat. w Piotrkowie 4 lutego 1549, wyd. T. Wierzbowski Materiały do dziejów piśmiennictwa polskiego, t. 1, Warszawa 1900, s. 88–89
- Korespondencja z S. Hozjuszem, rękopisy w Archiwum Biskupim we Fromborku

### Utwory o autorstwie niepewnym
- Zdanie o obieraniu nowego króla, powst. 1573, wyd. J. Czubek Pisma polityczne z czasów pierwszego bezkrólewia, Kraków 1906, s. 349–355 (przypuszczalne autorstwo według A. Brücknera)
- Epitome principum Lituaniae, powst. około 1576 (dodatek do przekł. łacińskiego Statutu litewskiego – zob. Statuta Magni Ducatus Lituaniae... e rutheno sermone in latinum conversa), wyd. J. Jakubowski „Studia nad stosunkami narodowościowymi na Litwie przed unią lubelską”, Warszawa 1912, dod. 2, Prace Towarzystwa Naukowego Warszawskiego Wydział II nr 7; (przypuszczalne autorstwo według J. Jakubowskiego)